# Segelfluggelände Aßlarer Hütte

i7
i11
i13
Das Segelfluggelände Aßlarer Hütte liegt in der Stadt Aßlar im Lahn-Dill-Kreis in Hessen, etwa einen Kilometer nordwestlich des Zentrums von Aßlar.

## Flugbetrieb
Das Segelfluggelände ist mit einer 620 m langen und 30 m breiten Start- und Landebahn aus Gras (Richtung 18/36) ausgestattet. Es besitzt eine Betriebszulassung für Segelflugzeuge, Motorsegler, Ultraleicht-Luftsportgeräte und Gleitsegel. Als Startarten sind Flugzeugschleppstart und Windenstart zugelassen. Der Halter und Betreiber des Segelfluggeländes ist der Verein für Luftfahrt Aßlar e. V. Das Segelfluggelände wird auch vom Verein Aßlarer Gleitschirmflieger e. V. verwendet.

## Geschichte
Der Verein für Luftfahrt Aßlar e. V. wurde im Februar 1932 gegründet. Das Segelfluggelände Aßlar wurde 1959 in Betrieb genommen.